# El jardinero fiel
El jardinero fiel es una novela publicada en 2001 por el escritor británico John le Carré. En 2005 se estrenó la película homónima, protagonizada por Ralph Fiennes, y estaría inspirada en unos ensayos farmacéuticos llevados a cabo en niños nigerianos en 1996.

## Argumento
Cuando muere la mujer de un empleado de Foreign Office destinado en Kenia, éste decide investigar sobre lo sucedido y descubre que detrás de todo está una industria farmacéutica y sus negocios en el país africano.